# Парвов, Алексей Иванович
Алексей Иоаннович Парвов (1834, Старорусский уезд, Новгородская губерния — 25 сентября 1897, Царское Село, Санкт-Петербургская губерния) — протоиерей Русской православной церкви, председатель учебного комитета при Святейшем синоде, духовный писатель.
Окончил Новгородскую духовную семинарию (1853, 1-й по списку). В 1857 году окончил Санкт-Петербургской духовной академию со степенью магистра богословия, бакалавр по кафедре гомилетики и основного богословия, потом по кафедре церковного права, с 1864 года — экстраординарный профессор.
С 1860 года — священник церкви Инженерного замка и законоучитель Инженерной академии.
C 1865 по 1869 года — законоучитель и профессор церковного права в Училище правоведения, одновременно — настоятель Екатерининского храма при училище.
С 22 января 1883 года до кончины — председатель учебного комитета при Святейшем синоде.

## Сочинения
- «Практическое изложение церковно-гражданских постановлений в руководство священнику при совершении церковных треб» (СПб. 1864; несколько изданий)
- «Охранение православной веры в древней вселенской церкви» // Христианское чтение. — 1862
- «Изложение канонических постановлений о белом духовенстве» // Христианское чтение. — 1862
- «Пост четыредесятницы по древним правилам и обычаям» // Христианское чтение. — 1863
- «О недостатках веры и благочестия в современном обществе» // Христианское чтение. — 1863
- «Можно ли вступать в брак вдовым священникам» // Христианское чтение. — 1863